# محمد وکیل‌الملک
محمدخان وکیل‌الملک (درگذشته مهر ۱۳۲۰) که نام خانوادگی وکیل برگزید، نماینده سنندج در دوره های چهارم، پنجم و هشتم تا دوازدهم مجلس شورای ملی بود.
محمدخان وکیل‌الملک در انتخابات چهارمین دوره مجلس شورای ملی به نمایندگی سنندج برگزیده شد اما وقتی برای حضور در مجلس به تهران رفت، کودتای سوم اسفند ۱۲۹۹ رخ داد و دولت سید ضیاءالدین طباطبایی روی کار آمد و از تشکیل مجلس جلوگیری کرد.
وکیل‌الملک چهل روز پس از کودتا موفق شد از حکومت نظامی اجازه خروج از تهران بگیرد و به سنندج برگردد. پس از سقوط کابینه سیدضیاء و اخراج او از ایران، مجلس شورای ملی تشکیل شد اما به اعتبارنامه وکیل‌الملک اعتراض و او متهم شد که از دولت سیدضیاء تمجید کرده‌است. شاهزاده محمدهاشم میرزا افسر که معترض به اعتبارنامه بود، به تلگرافی استناد کرد که شریف‌الدوله حاکم کردستان به سید ضیاء فرستاده و در آن نوشته بود که وکیل‌الملک پس از رسیدن به سنندج، توضیحاتی برای مردم دربارهٔ اوضاع تهران پس از کودتا داده و آنها را از «حسن جریان امور» مطمئن کرده‌است. 
نکته شک برانگیز دیگر در مورد وکیل‌الملک برای محمدهاشم میرزا این بوده که به دیگر نمایندگان منتخب کردستان اجازه خروج از تهران داده نشده بود، اما وکیل‌الملک موفق شده بود اجازه خروج بگیرد. شاهزاده اقبال‌السلطان نماینده سقز و بانه در پاسخ محمدهاشم میرزا گفت وقتی وکیل‌الملک از تهران مراجعت کرد و در دیوانخانه سنندج، جمعی از اهالی از او دربارهٔ اوضاع پایتخت پس از کودتا پرسیدند، او نیز حاضر بوده و تنها چیزی که از وکیل‌الملک شنیده، عبارت مختصری دربارهٔ این بوده که که متنفذین را به استثنای چند نفر حبس کرده‌اند و ابداً این‌طور نبوده که اهالی با شنیدن سخنان وکیل‌الملک خیلی خوشحال و شایق شده باشند. عبدالحسین تیمورتاش نیز در دفاع از وکیل‌الملک متن تلگرافی را خواند که او به میرزا اسدالله خان کردستانی دیگر نماینده سنندج فرستاده بوده تا به دست رئیس مجلس برساند و در آن، اظهارات منسوب به خود را در تلگرام شریف‌الدوله را تکذیب کرده و نوشته بوده:

«به اندازه‌ای از آن کودتا و عملیات ظالمانه منزجر و متوحش بودم که چهل روز در مرکز متحمل زحمت خسارت اقدام بودم تا از حکومت نظامی موفق به گرفتن اجازه خروج از تهران شدم به ولایت برگشتم. بعد از ورود به کردستان به شهادت اهالی هم شرح آن عملیات و آتیه تاریکی که به عقیده خودم در نتیجه آن عملیات برای مملکت پیش‌بینی می‌کردم به تمام اهالی خاطر نشان نمودم». 

با این توضیحات، نمایندگان به اعتبارنامه وکیل‌الملک رأی موافق دادند.
وکیل‌الملک در دوره پنجم نیز نماینده سنندج در مجلس شورای ملی بود. در دوران سلطنت رضاشاه بار دیگر در سال ۱۳۰۹ به نمایندگی سنندج در مجلس انتخاب شد (دوره هشتم) و کرسی خود را در چهار دوره بعد نیز حفظ کرد. در واپسین روزهای کار دوره دوازدهم درگذشت .